# María Natalia Vaca
María Natalia Vaca (Ambato, 5 de mayo de 1878 – Ecuador, 1955) fue una docente y poetisa ecuatoriana.

## Biografía
María Natalia Vaca Santander nació el 5 de mayo de 1878 en la ciudad de Ambato. Sus padres fueron Camilo Vaca e Isabel Santander.
Desde niña resaltó sus dotes de escritora, con una oda a la tierra que fue presentada en Brasil. Realizó sus estudios en Ambato y Quito.
Sobresalió en el ámbito de la docencia como profesora de lectura, escritura y literatura en la ciudad de Ambato. Fue reconocida también por su desempeño en la poesía, y por su colaboración en algunas revistas y periódicos.
En la ciudad de Quito figuró como secretaria de la Biblioteca Nacional, cargo que le fue otorgado por el general Eloy Alfaro.
En 1917 contrajo matrimonio con Elicio Flor. Murió a los 77 años de edad en 1955.

## Obras
Entre sus obras es importante destacar:
- Invierno
- Álbum
- Caminos de la Patria
- Sin hijos
- Angustia
- Mis Manos
- Raíz amarga
- Jesucristo

## Reconocimientos
Una calle en la zona centro del Distrito Metropolitano de Quito y otra en la ciudad de Ambato fueron nombradas en su memoria.
Un colegio en Ambato, fundado en 1974 lleva su nombrem, el “Instituto Superior Tecnológico María Natalia Vaca”.
Fue celebrada como mujer ilustre ecuatoriana.